# 湘府路湘江大桥
湘府路大桥为湖南省长沙市横跨湘江桥梁，为天心生态新城片区和大河西洋湖垸湿地生态公园区域过江快捷通道。该桥处猴子石大桥上游、黑石铺大桥下游，距两桥各2.2公里，距橘子洲大桥约4.8公里。西起湘江西岸洋湖路与兆新路交叉口附近，与潇湘路西线通过设置上、下桥匝道与地面辅道构成简易菱形立交；东跨湘江，越过湘江路南延线、京广铁路线、书院南路和豹山路，与湘府西路顺接，与湘江路采用两对定向匝道连接，与书院路通过一条环行线互接。全长2655米，其中主线桥梁全长1785米。壳体为变截面预应力混凝土连续刚构桥，标准按城市一级主干道设计，桥面近期按双向6车道、远期双向8车道设计，两侧各设非机动车道和人行道，桥面净宽32.5米。工程概算总投资7.84亿元，2010年9月27日开始建设，2013年1月25日试通车，2月6日正式通车。

## 图集

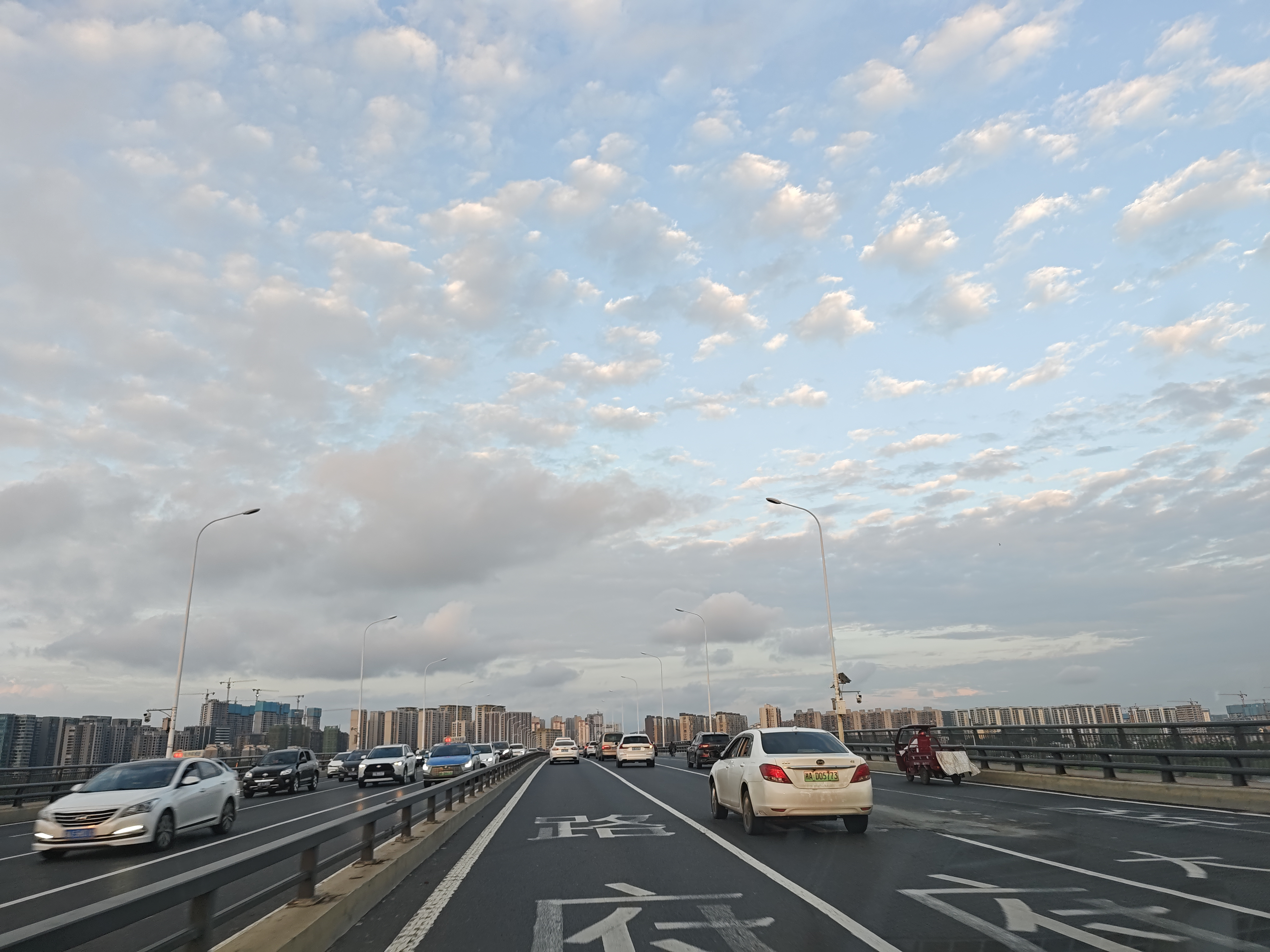
湘府路大桥路面(自西向东)